# Motywy trzymania pieniądza
Zasugerowano, aby zintegrować ten artykuł z artykułem Pieniądz. Nie opisano powodu propozycji integracji.
Motywy trzymania pieniądza – źródła dążenia ludzi do posiadana i trzymania pieniędzy. Należy ich szukać w funkcji pieniadza jako środka wymiany i środka przechowywania wartości. Ludzie trzymają pieniądze tylko wtedy, gdy dostrzegają w tym korzyści. 

## Motyw transakcyjny
Motyw transakcyjny trzymania pieniądza ma swoje źródło w niedoskonałej synchronizacji wpływów i wydatków w czasie. Potrzeba trzymania pieniędzy, w jego przypadku, wynika zatem z istniejącego odstępu w czasie między uzyskaniem dochodu a dokonaniem dzięki niemu zakupów. Ponadto przeprowadzanie jakichkolwiek transakcji bez pośrednictwa pieniędzy byłoby trudne i czasochłonne. Zatem utrzymywanie pieniądza pozwala zaoszczędzić czas i wysiłek związane z zawieraniem transakcji. W przypadku działania motywu transakcyjnego, wielkość rezerwy trzymanej przez ludzi gotówki zależy od dwóch czynników: wartości zawieranych transakcji i stopnia synchronizacji naszych wpływów i wydatków. Motyw transakcyjny utrzymywania realnych zasobów pieniężnych zwiększa swoją siłę oddziaływania wraz ze wzrostem realnego dochodu narodowego.

## Motyw przezorności
Motyw przezorności wynika z naszej niepewności odnośnie do rozkładu w czasie naszych wpływów i wydatków. Jego istotą jest to, że decydujemy się trzymać pewien zasób pieniądza w razie nieoczekiwanych wydatków.
Zarówno motyw transakcyjny, jak i motyw przezorności objaśniają najważniejsze powody trzymania pieniądza w formie środka wymiany.

## Motyw portfelowy
Przyczyną występowania motywu portfelowego jest niechęć ludzi do ryzyka, które związane jest np. z inwestowaniem w ryzykowne akcje. Ludzie są zatem skłonni poświęcić przeciętnie wyższą stopę zwrotu na rzecz pewniejszych i bezpieczniejszych lokat, czyli takiego portfela inwestycyjnego, który przyniesie niższą, ale przewidywalną stopę zwrotu. 